# Čchen Jao-jie
Čchen Jao-jie (čínsky: 陳耀燁;, pinyin: Chén Yàoyè; narozen 16. prosince 1989) je čínský profesionální hráč go.

## Biografie
Čchen Jao-jie se narodil v Pekingu v Číně. V roce 2005 vyhrál turnaj National Go Individual se skórem 7 výher a 2 prohry. Těch časů, když mu bylo 15 let a 9 měsíců, byl nejmladším čínským hráčem, který vyhrál turnaj. V roce 2007 mu byl udělen 9. dan, poté co skončil na druhém místě na Asian TV Cup. Čchenův styl je výhodný v začátcích území a je podobný Čo Čchihunovu.

## Tituly
| Titul                  | Rok  |
| ---------------------- | ---- |
| Počet                  | 1    |
| National Go Individual | 2005 |